# Texhoma (Oklahoma)
Pour les articles homonymes, voir Texhoma.
La ville de Texhoma est située dans le comté de Texas, dans l’Oklahoma, aux États-Unis. Sa population s’élevait à 926 habitants lors du recensement de 2010, estimée à 938 habitants en 2017.

## Géographie
Texhoma est frontalière avec les villes de Texhoma et la ville fantôme de Sunray, toutes deux au Texas, d’où le nom de la localité, mot-valise : Texas-Oklahoma.

## Météorologie
Texhoma possède le climat du centre des États-Unis avec des hivers froids et secs et des étés secs et chauds.